# Weingut Glaser-Himmelstoss

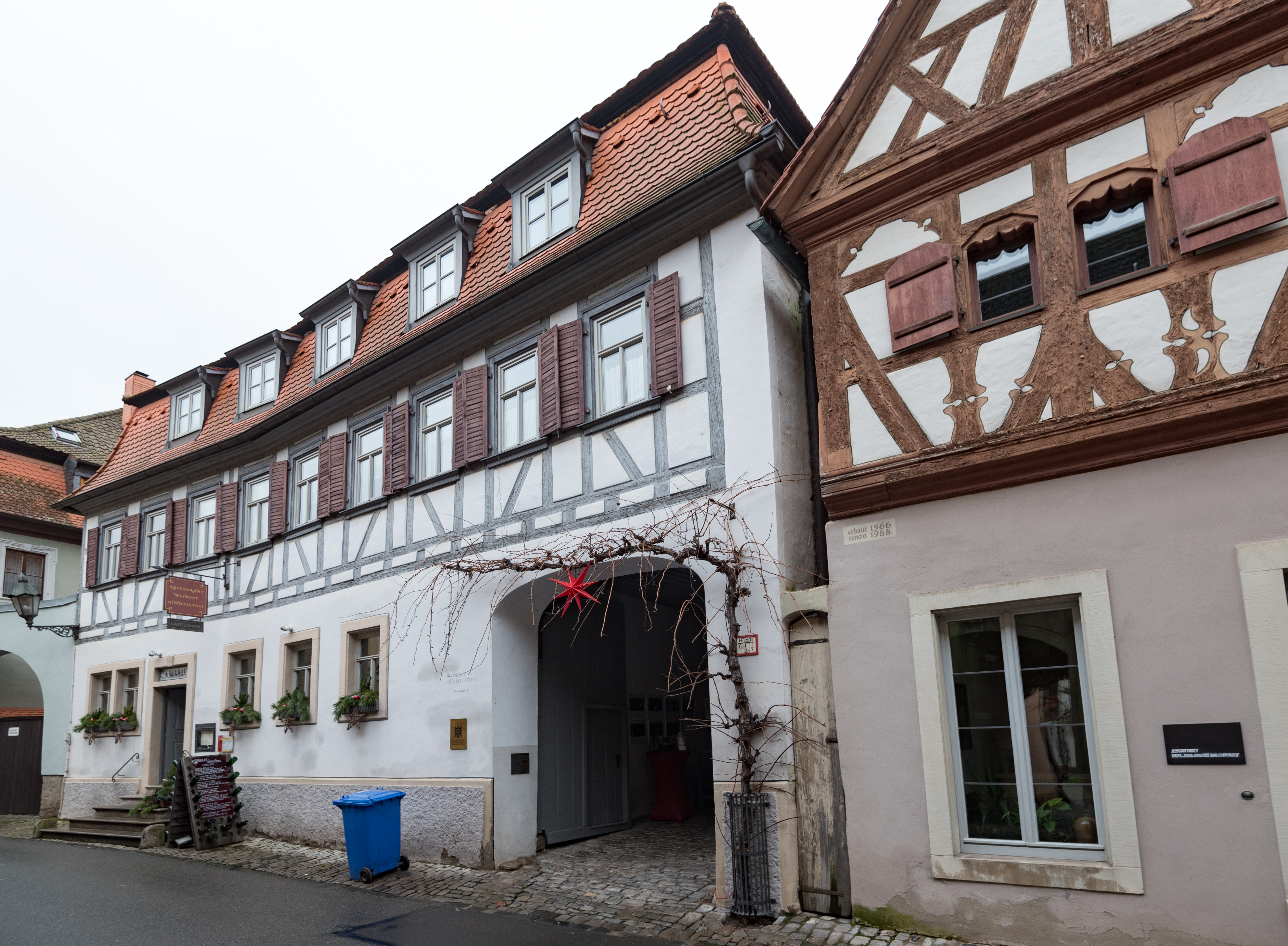
Gasthaus in Dettelbach

Das Weingut Glaser-Himmelstoss ist ein Weingut im Weinbaugebiet Franken. Das Weingut ist auf zwei Standorte in Dettelbach und Nordheim am Main im unterfränkischen Landkreis Kitzingen aufgeteilt. Neben dem Weinbau wird das Gasthaus Himmelstoss in einer denkmalgeschützten Hofanlage in der Bamberger Straße 3 in Dettelbach betrieben.

## Geschichte
Durch die Hochzeit des Wolfgang Glaser aus Nordheim am Main mit Monika Himmelstoss aus Dettelbach wurden auch die Weingüter der beiden Winzerfamilien zu einem Gut zusammengefasst. An beiden Standorten entstanden Vinotheken, in Dettelbach wird außerdem das Gasthaus Himmelstoss betrieben. Im Jahr 1974 wurde das Weingut Glaser-Himmelstoss Mitglied im Verband Deutscher Prädikatsweingüter (VDP). Es bebaut von der VDP klassifizierte Weinlagen in Dettelbach und Nordheim.

## Weine und Lagen
Das Weingut bewirtschaftet eine Fläche von ca. 14 Hektar (2022). Als Kellermeister ist Wolfgang Glaser tätig. Das Weingut vermarktet Silvaner (26 %), Müller-Thurgau (23 %), Riesling (10 %) und Spätburgunder (6 %), weitere Burgundersorten, sowie Scheurebe und Schwarzriesling. Es stellt auch Sekt her. Folgende Weinlagen werden vom Weingut bebaut:
- Sommeracher Katzenkopf
- Dettelbacher Berg-Rondell
- Dettelbacher Sonnenleite
- Nordheimer Vögelein
- Nordheimer Kreuzberg